# Mirai Bowl/Chai Maxx
„Mirai Bowl/Chai Maxx” (jap. ミライボウル／Chai Maxx Mirai Bōru/Chai Maxx) – trzeci singel japońskiego zespołu Momoiro Clover, wydany w Japonii przez Starchild 9 marca 2011 roku. Singel został wydany w trzech edycjach: regularnej i dwóch limitowanych.
Utwór Mirai Bowl został użyty jako ending anime Dragon Crisis!. Singel osiągnął 3 pozycję w rankingu Oricon i pozostał na liście przez 49 tygodni, sprzedał się w nakładzie 47 422 egzemplarzy. Utwór Chai Maxx zdobył status złotej płyty.

## Lista utworów
| CD (wer. regularna)       | | | | |      |
| Nr                        | Tytuł | Słowa | Kompozycja | Aranżacja | Czas |
| 1.                        | "Mirai Bowl" (jap. ミライボウル Mirai Bōru)                                                                               | Chokkyū Murano | Ken'ichi Maeyamada, Tomotaka Ōsumi                                                                                        | NARASAKI | 4:25 |
| 2.                        | "Chai Maxx" | Natsumi Tadano | Masaru Yokoyama | Masaru Yokoyama | 4:34 |
| 3.                        | "Zenryoku shōjo" (jap. 全力少女)                                                                                          | Kotori, Ken'ichi Maeyamada                                                                                                | Naoki Chiba, michitomo | michitomo | 4:26 |
| 4.                        | "Mirai Bowl" (jap. ミライボウル Mirai Bōru) (off vocal ver.)                                                              | | Ken'ichi Maeyamada, Tomotaka Ōsumi                                                                                        | NARASAKI | 4:25 |
| 5.                        | "Chai Maxx" (off vocal ver.)                                                                                              | | Masaru Yokoyama | Masaru Yokoyama | 4:34 |
| 6.                        | "Zenryoku shōjo" (jap. 全力少女) (off vocal ver.)                                                                         | | Naoki Chiba, michitomo | michitomo | 4:26 |
| CD (wer. limitowana A, B) | | | | |      |
| Nr                        | Tytuł | Słowa | Kompozycja | Aranżacja | Czas |
| 1.                        | "Mirai Bowl" (jap. ミライボウル Mirai Bōru)                                                                               | Chokkyū Murano | Ken'ichi Maeyamada, Tomotaka Ōsumi                                                                                        | NARASAKI | 4:25 |
| 2.                        | "Chai Maxx" | Natsumi Tadano | Masaru Yokoyama | Masaru Yokoyama | 4:34 |
| 3.                        | "Mirai Bowl" (jap. ミライボウル Mirai Bōru) (off vocal ver.)                                                              | | Ken'ichi Maeyamada, Tomotaka Ōsumi                                                                                        | NARASAKI | 4:25 |
| 4.                        | "Chai Maxx" (off vocal ver.)                                                                                              | | Masaru Yokoyama | Masaru Yokoyama | 4:34 |
| DVD (wer. limitowana A)   | | | | |      |
| Nr                        | Tytuł | Tytuł | Tytuł | Tytuł | Czas |
| 1.                        | "Mirai Bowl" (Music Video)                                                                                                | "Mirai Bowl" (Music Video)                                                                                                | "Mirai Bowl" (Music Video)                                                                                                | "Mirai Bowl" (Music Video)                                                                                                |      |
| 2.                        | FLASH Anime "Shūmatsuo todoke! Momoclo bin fumō na tatakai hen" (jap. FLASHアニメ「週末お届け！ももクロ便 不毛な戦い篇」) | FLASH Anime "Shūmatsuo todoke! Momoclo bin fumō na tatakai hen" (jap. FLASHアニメ「週末お届け！ももクロ便 不毛な戦い篇」) | FLASH Anime "Shūmatsuo todoke! Momoclo bin fumō na tatakai hen" (jap. FLASHアニメ「週末お届け！ももクロ便 不毛な戦い篇」) | FLASH Anime "Shūmatsuo todoke! Momoclo bin fumō na tatakai hen" (jap. FLASHアニメ「週末お届け！ももクロ便 不毛な戦い篇」) |      |
| DVD (wer. limitowana B)   | | | | |      |
| Nr                        | Tytuł | Tytuł | Tytuł | Tytuł | Czas |
| 1.                        | "Chai Maxx" (Music Video)                                                                                                 | "Chai Maxx" (Music Video)                                                                                                 | "Chai Maxx" (Music Video)                                                                                                 | "Chai Maxx" (Music Video)                                                                                                 |      |
| 2.                        | FLASH Anime "Shūmatsuo todoke! Momoclo bin fumō na tatakai hen" (jap. FLASHアニメ「週末お届け！ももクロ便 不毛な戦い篇」) | FLASH Anime "Shūmatsuo todoke! Momoclo bin fumō na tatakai hen" (jap. FLASHアニメ「週末お届け！ももクロ便 不毛な戦い篇」) | FLASH Anime "Shūmatsuo todoke! Momoclo bin fumō na tatakai hen" (jap. FLASHアニメ「週末お届け！ももクロ便 不毛な戦い篇」) | FLASH Anime "Shūmatsuo todoke! Momoclo bin fumō na tatakai hen" (jap. FLASHアニメ「週末お届け！ももクロ便 不毛な戦い篇」) |      |

## Notowania
| Lista                             | Pozycja |
| --------------------------------- | ------- |
| Oricon Daily Singles Chart        | 3       |
| Oricon Weekly Singles Chart       | 3       |
| Oricon Monthly Singles Chart      | 13      |
| Billboard Japan Hot 100           | 12      |
| Billboard Japan Hot Singles Sales | 3       |